# Ерухан
Јерванд Срмакешханлијан „Ерухан” (јерм. Երուանդ Սրմաքէշխանլեան „Երուխան”; Константинопољ, јул 1870 — Елазиг, 1915) био је један од најистакнутијих и најутицајнијих јерменских кжижевника, публициста, преводилаца и педагога са подручја Османског царства с почетка 20. века.
Страдао је као жртва Геноцида над Јерменима у лето 1915. године.

## Биографија
Јерванд Срмакешханлијан рођен је у сиромашној породици у Константинопољу 1870. године. У родном граду стекао је основно образовање, а 1886. уписао се на новоотворени Централни колеџ, али је, штп због лоших оцена, што због недисциплине избачен из школе. Тек након напуштања школе почео је да се интересује за књижевност, а током наредне две године научио је и француски језик. Потом се убрзо запослио као сарадник у новинама Исток (јерм. Արեւելք) где је у почетку радио као преводилац са француског, да би убрзо почео да објављује и неке властите текстове и приче. Његове текстове приметили су Зохраб и Арпијаријан, најутицајнији припадници јерменског литералног круга у то време, и потицали га да настави са књижевном делатношћу.
Током погрома над Јерменима 1896. Ерухан, заједно са бројним јерменским интелектуалцима напушта земљу, а свој рад наставља у Бугарској где пише за јерменске новине Шавиг (јерм. Շաւիղ) и ради као учитељ. Године 1904. одлази у Египат где наставља да пише за новине.
У Константинопољ се враћа након Младотурске револуције 1908. године и добија посао директора Централ колеџа. Пет година касније одлази у Елазиг на истоку земље где је добио посао у локалној школи. Након што је Турсака ушла у Први светски рат на страни централних сила долази до масовних хапшења Јермена у целој земљи. Као један од утицајнијих јерменских интелектуалаца Ерухан је заједно са локалним свештеником ухапшен 24. априла 1915. (догађај познат као „Црвена недеља”). Обојица су стрељани ван града након неколико недеља проведених у затвору. Његаво жена и двоје деце убијени су у Сиријској пустињи.